# Apóllona
Apóllona (grec moderne : Απόλλωνα), est un village de montagne de Grèce, dans le district municipal (en) de Camiros, sur l'île de Rhodes en Égée-Méridionale.

## Situation
Le village est à 53 kilomètres de la ville de Rhodes (par la côte ouest), à environ 38 kilomètres de l'ancienne Lindos (par Laerma) et à 31 kilomètres de l'aéroport Rhodes Diagoras.

## Culture locale et patrimoine

### Monuments et lieux touristiques
- L'église Sainte-Croix qui contient de superbes hagiographies. On y célèbre l'un des plus grands festivals de l'île, le 14 septembre, en l'honneur de la Fête de l'Exaltation de la Vraie Croix[2].
- Musées d’art populaire et folkloriques.
- Vestiges d’un château datant des chevaliers de Saint-Jean.

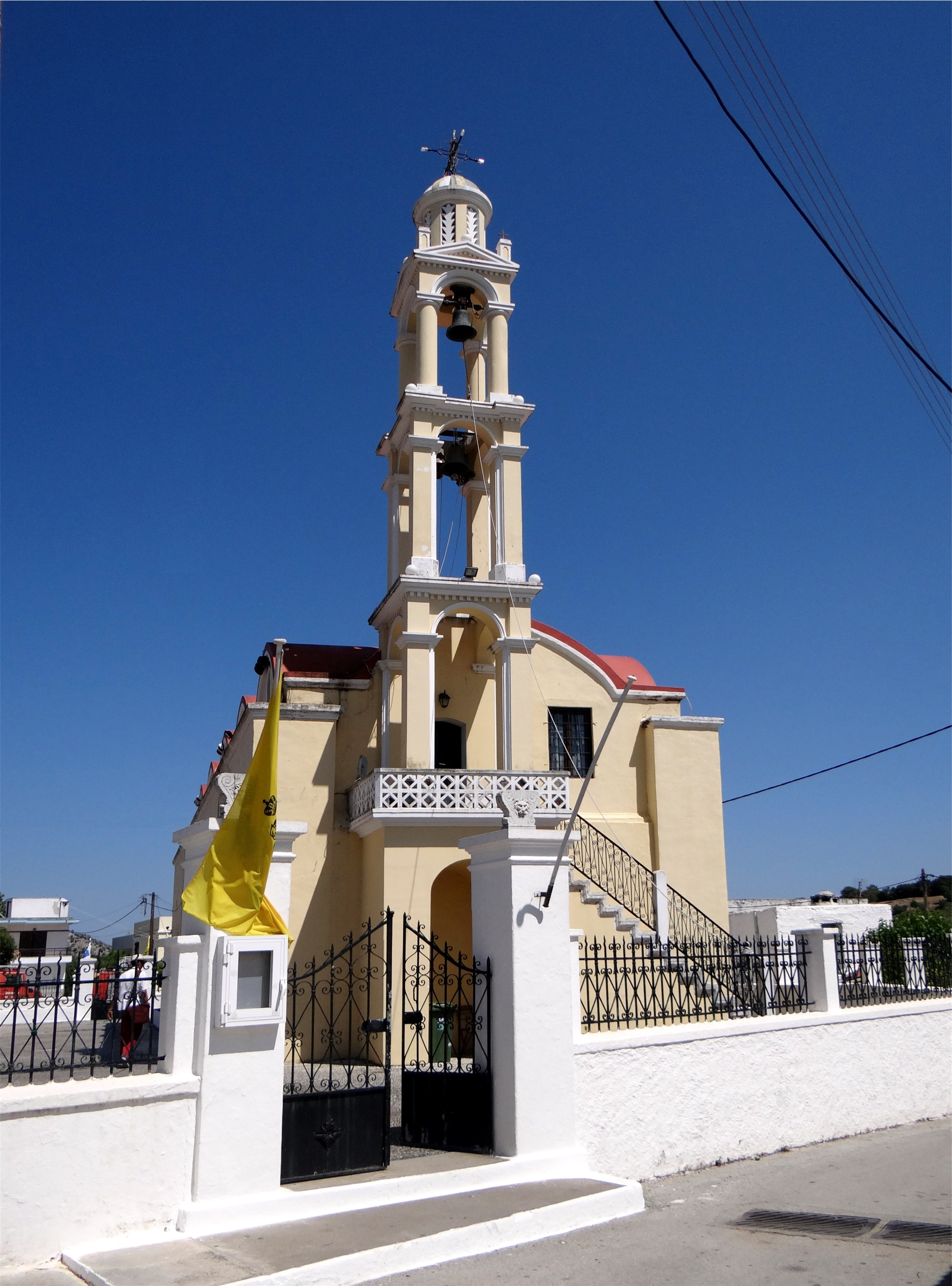
Église Sainte-Croix (Timios Stauros)
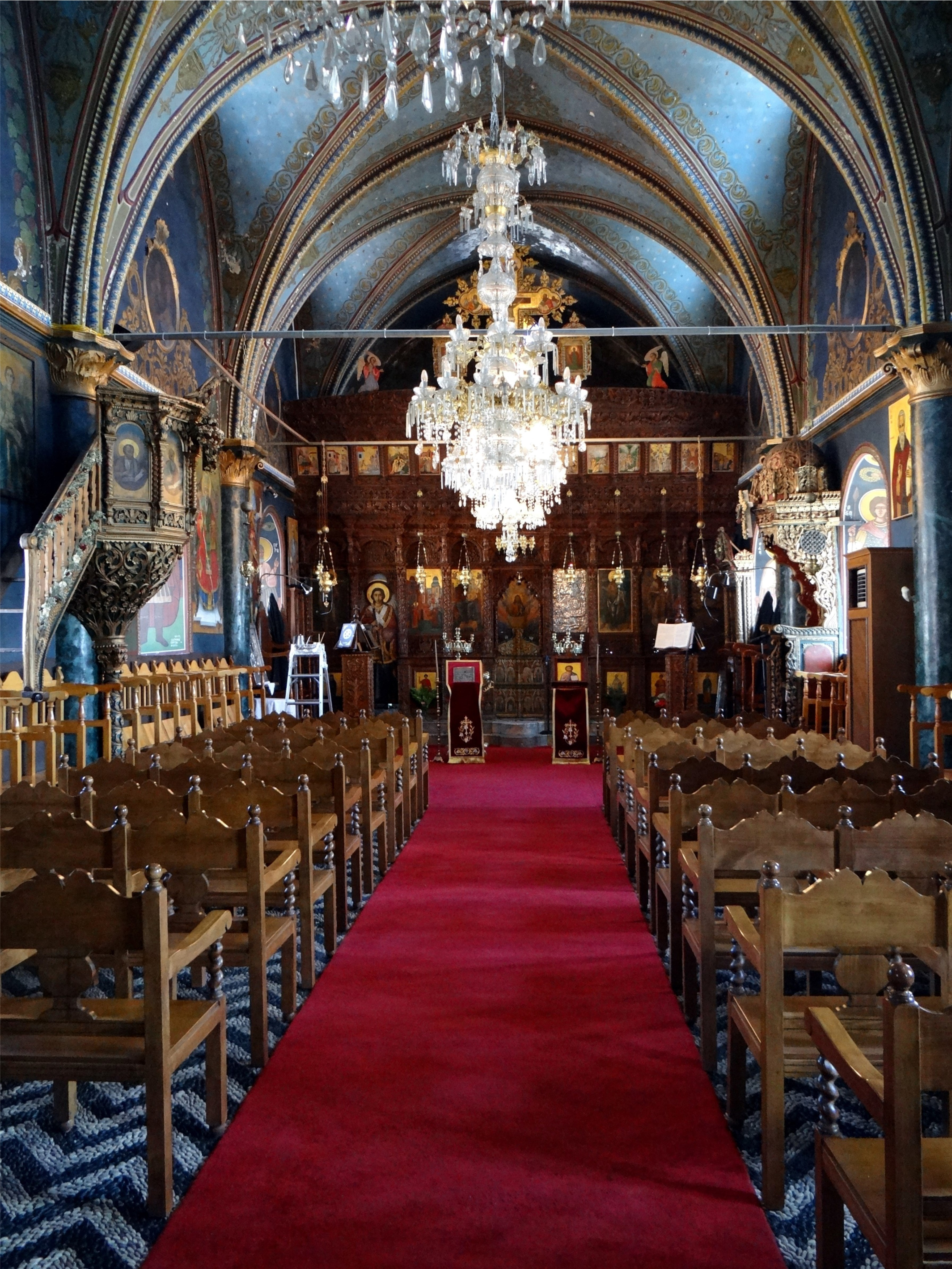
Cœur
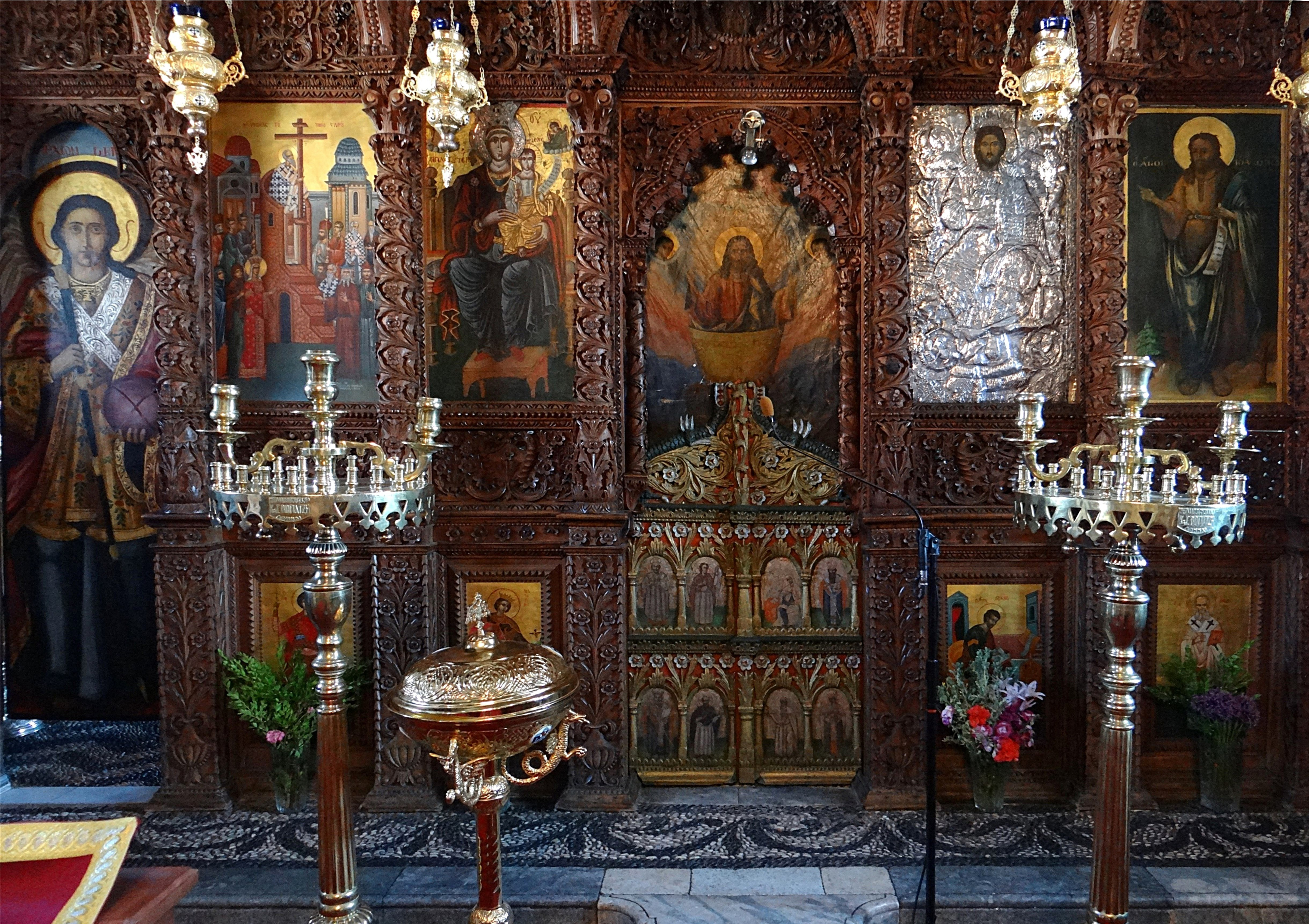
Iconostase
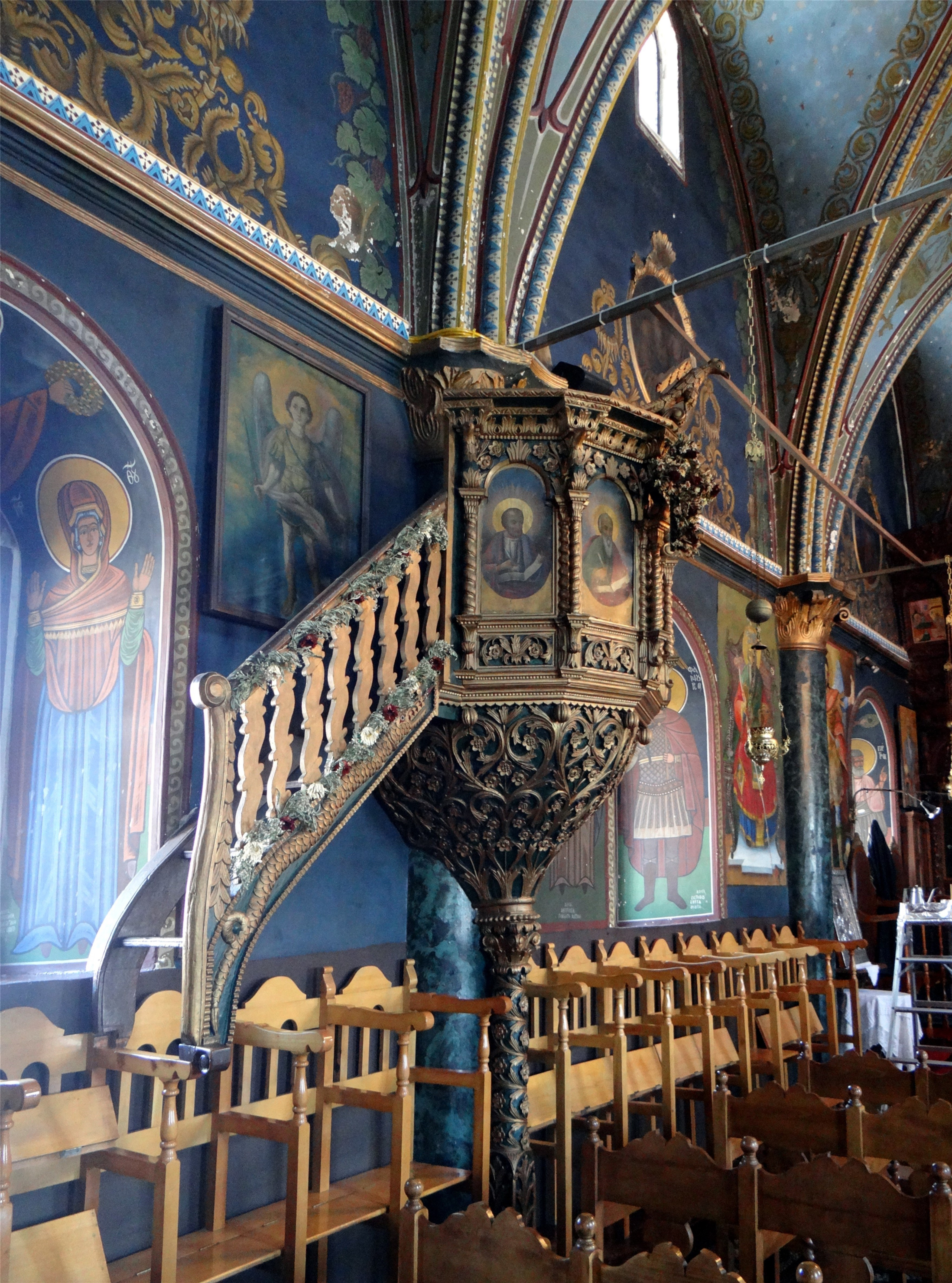
Chaire